# Hoesung Lee
Hoesung Lee (Yesan, 31 de diciembre de 1945) es un economista surcoreano especializado en economía del calentamiento global. Actualmente es  presidente del Grupo Intergubernamental de Expertos sobre el Cambio Climático (IPCC).

## Familia y estudios
Uno de sus hermanos mayores es Lee Hoi-chang, exprimer ministro de Corea del Sur y tres veces candidato presidencial. 
Lee tiene una licenciatura en economía de la Universidad Nacional de Seúl y un doctorado en economía de la Universidad Rutgers.

## Carrera
Lee comenzó su carrera como economista trabajando para ExxonMobil.
Fue elegido presidente del Grupo Intergubernamental de Expertos sobre el Cambio Climático (IPCC) el 6 de octubre de 2015. En su primer discurso en el cargo, realizado en la 48.a sesión celebrada en Incheon en octubre de 2018, describió esta reunión del IPCC como «una de las más importantes» en su historia. El histórico Informe Especial sobre Calentamiento Global de 1,5 °C (SR15) fue publicado en la reunión del 8 de octubre de 2018.
Es profesor de economía del calentamiento global, energía y desarrollo sostenible en la Escuela de Graduados de Energía, Medio Ambiente, Política y Tecnología de la Universidad de Corea. 